# 張錫嶸
张锡嵘（？—1867年），字敬堂，安徽灵璧人。清朝咸丰、同治年间官员。

## 生平
原名张锡嵘，于咸丰三年（1853年）癸丑科中进士，选庶吉士。咸丰四年（1854年），安徽巡抚袁甲三奏请其总办灵璧团练，授编修，记名御史。咸丰十年（1860年），命视学云南。当时正值云南回族起事，锡嵘不惧兵乱，毅然前往就职，并帮办省城防务。同治元年（1862年），因母丧丁忧回籍。
曾国藩征缴捻军，锡嵘守丧结束，特来拜谒，国籓大喜，密疏保奏其治军濠上，募敬字三营，随湘军战守。同治五年末，捻军将领张总愚转战陕西，国籓调刘松山军救援，令锡嵘统帅三营同往，解除西安之围。同治六年（1867年）正月初六日，锡嵘率军在城西雨花寨与捻军大战，独率百馀人冲击，陷入敌阵，身被十馀创，阵亡。朝廷追赠侍讲学士，赏世职。
著有《孝经章句读》、《朱子就正录》、《孝经问答》等。陕西巡抚刘蓉奏锡嵘死事，言：“自到营以来，尝著草履，与士卒同甘苦。文学之臣，能坚苦自奋如此，臣实惜之！”其家极其贫寒，曾国藩特赠三千金养其孤，漕运总督吴棠刻其遗书。《清史稿》将其列入《忠义传》。

## 延伸阅读
[在维基数据编辑]
 《清史稿·卷490》，出自趙爾巽《清史稿》